# Indywidualne mistrzostwa Walii na żużlu
Otwarte indywidualne mistrzostwa Walii na żużlu (ang. Welsh Open Championship) – rozgrywany w latach 1965–1975 i 1997–2011 cykl zawodów żużlowych wyłaniający mistrza Walii.

## Historia
Pierwszymi zawodami w których rywalizowano o tytuł mistrza Walii, były zawody par rozegrane 5 maja 1962 roku w Neath pod nazwą Wales & West Trophy. Zwyciężyli w nich Geoff Mudge i George Major.
24 kwietnia 1964 roku odbyły się otwarte zawody indywidualne w Newport, w których wygrał zawodnik Exeter Falcons Len Silver przed Geoffem Mudgem i Rossem Gilbertsonem z Poole Pirates. W kolejnym roku zawody przyjęły nazwę Welsh Open i były rozgrywane na stadionie Somerton Park do 1975 roku.
W 1997 roku, po reaktywacji żużla w Newport na nowo powstałym stadionie Hayley, jak i klubu Newport Wasps, reaktywowano także turniej Welsh Open. W latach 2001–2007 i 2009-2011 zawody rozgrywano dzień po turnieju Grand Prix Wielkiej Brytanii odbywającym się w Cardiff.

## Podium mistrzostw Walii
| Rok       | Miejsce                   | 1. miejsce                | 2. miejsce                | 3. miejsce                | Źr.    |
| --------- | ------------------------- | ------------------------- | ------------------------- | ------------------------- | ------ |
| 1965      | Somerton Park, Newport    | Barry Briggs              | Nigel Boocock             | Alby Golden               | [ 7 ]  |
| 1966      | Somerton Park, Newport    | Göte Nordin               | Jon Erskine               | Eric Boocock              | [ 7 ]  |
| 1967      | Somerton Park, Newport    | Alby Golden               |                           |                           | [ 8 ]  |
| 1968      | Somerton Park, Newport    | Nigel Boocock             | Jimmy Gooch               | Chris Julian              | [ 7 ]  |
| 1969      | Mistrzostw nie rozegrano  | Mistrzostw nie rozegrano  | Mistrzostw nie rozegrano  | Mistrzostw nie rozegrano  | [ 7 ]  |
| 1970      | Somerton Park, Newport    | Nigel Boocock             | Sándor Lévai              | Ronnie Moore              | [ 7 ]  |
| 1971-1972 | Mistrzostw nie rozgrywano | Mistrzostw nie rozgrywano | Mistrzostw nie rozgrywano | Mistrzostw nie rozgrywano | [ 7 ]  |
| 1973      | Somerton Park, Newport    | Ivan Mauger               | Dave Jessup               | Sören Sjösten             | [ 7 ]  |
| 1974      | Somerton Park, Newport    | Martin Ashby              | Phil Crump                | Bob Kilby                 | [ 7 ]  |
| 1975      | Somerton Park, Newport    | Phil Crump                | Reidar Eide               | Ian Turner                | [ 7 ]  |
| 1976-1996 | Mistrzostw nie rozgrywano | Mistrzostw nie rozgrywano | Mistrzostw nie rozgrywano | Mistrzostw nie rozgrywano | [ 7 ]  |
| 1997      | Hayley Stadium, Newport   | Joe Screen                |                           |                           | [ 9 ]  |
| 1998      | Hayley Stadium, Newport   | Anders Henriksson         |                           |                           | [ 10 ] |
| 1999      | Hayley Stadium, Newport   | Craig Watson              |                           |                           | [ 11 ] |
| 2000      | Hayley Stadium, Newport   | Paul Fry                  |                           |                           | [ 12 ] |
| 2001      | Hayley Stadium, Newport   | Jason Crump               | Todd Wiltshire            | Steve Johnston            | [ 13 ] |
| 2002      | Hayley Stadium, Newport   | Andre Compton             | Jesper Bruun Jensen       | Niklas Klingberg          | [ 14 ] |
| 2003      | Hayley Stadium, Newport   | David Howe                | Adam Shields              | Craig Watson              | [ 15 ] |
| 2004      | Hayley Stadium, Newport   | Craig Watson              | Chris Harris              | Adam Shields              | [ 16 ] |
| 2005      | Hayley Stadium, Newport   | Niels Kristian Iversen    | Adam Shields              | Magnus Zetterström        | [ 17 ] |
| 2006      | Hayley Stadium, Newport   | Chris Holder              | Zdeněk Simota             | Ricky Ashworth            | [ 18 ] |
| 2007      | Hayley Stadium, Newport   | Chris Holder              | David Howe                | Leigh Lanham              | [ 19 ] |
| 2008      | Mistrzostw nie rozegrano  | Mistrzostw nie rozegrano  | Mistrzostw nie rozegrano  | Mistrzostw nie rozegrano  | [ 7 ]  |
| 2009      | Hayley Stadium, Newport   | Kevin Doolan              | Ryan Fisher               | Jordan Frampton           | [ 20 ] |
| 2010      | Hayley Stadium, Newport   | Krzysztof Słaboń          | Ryan Fisher               | Edward Kennett            | [ 21 ] |
| 2011      | Hayley Stadium, Newport   | Ryan Fisher               | Kevin Doolan              | Ilja Bondarenko           | [ 22 ] |